# Oratorio della Madonna di Caravaggio (Castel San Pietro)
L'oratorio della Madonna di Caravaggio è situato a Gorla, frazione di Castel San Pietro.

## Storia e descrizione
Fu fondato nel 1422, come documentato da una lapide, e dedicato a san Giacomo il Maggiore pellegrino. Fu ricostruito nel 1887 e ampliato nel 1937, e restaurato nel 1998.
All'interno sono custoditi affreschi raffiguranti la Madonna di Caravaggio, del 1887 circa, e i Santi Fermo ed Apollonia, del tardo secolo XVIII.